# Vahide Perçin
Vahide Perçin (Esmirna, 13 de junho de 1965) é uma atriz turca e personalidade de televisão. Ela foi creditada por vários anos por seu nome de casada "Vahide Gördüm", mas depois de divorciar-se, ela voltou ao seu nome de nascimento.

## Filmografia

### Televisão
| Ano       | Título                | Personagem              | Nota(s)          |
| --------- | --------------------- | ----------------------- | ---------------- |
| 2003-2005 | Bir İstanbul Masalı   | Suzan Kozan             | Papel secundário |
| 2005-2007 | Hırsız Polis          | Fulya                   | Papel secundário |
| 2007-2009 | Annem                 | Zeynep Eğilmez          | Protagonista     |
| 2009-2010 | Es Es                 | Berivan                 | Papel secundário |
| 2011-2012 | Adını Feriha Koydum   | Zehra Yılmaz            | Protagonista     |
| 2012-2013 | Merhaba Hayat         | Deniz Korel             | Protagonista     |
| 2013-2014 | Muhteşem Yüzyıl       | Sultana Hürrem (adulta) | Protagonista     |
| 2016      | Göç Zamanı            | Cennet                  | Protagonista     |
| 2016-2017 | Anne                  | Gönül Aslan             | Protagonista     |
| 2018-     | Bir Zamanlar Çukurova | Hünkar Yaman            | Protagonista     |

### Cine
| Ano  | Título             | Personagem | Nota(s)          |
| ---- | ------------------ | ---------- | ---------------- |
| 2005 | Anlat İstanbul     | Hürrem     | Protagonista     |
| 2006 | İlk Aşk            | Nevin      | Protagonista     |
| 2006 | Kilit              | Işık       | Protagonista     |
| 2007 | İyi Seneler Londra | Ferda      | Papel secundário |
| 2008 | Devrim Arabaları   | Suna       | Papel secundário |
| 2011 | Zefir              | Ay         | Protagonista     |
| 2014 | Ayhan Hanım        | Ayhan      | Protagonista     |
| 2019 | Kapı               | Şemsa      | Protagonista     |

## Ligação externas
- Vahide Perçin. no IMDb.